# Сталінград (гра)
Сталінград — комп'ютерна гра в жанрі стратегій в реальному часі, яка розповідає про один з найбільших битв Другої світової війни — Сталінградську битву. Розроблено компанією DTF Games (ігробудувальний підрозділ DTF) на модифікованому рушії гри «Бліцкриг» від Nival Interactive. На території Росії, СНД і країн Балтії гра видана фірмою 1С 3 грудня 2004 року.

## Сюжет
Сюжетна лінія гри розгортається в період з середини липня 1942 по січень 1943 року. Гравцеві надається можливість спочатку керувати наступанням частин німецької армії на Сталінград і подальшим захопленням міста, після чого, взявши на себе командування частинами Червоної Армії, звільнити радянську твердиню від німецьких військ і домогтися повного розгрому 6-ї армії вермахту.
Кожна місія побудована з урахуванням історичних реалій і прив'язана до подій Другої світової за часом і місцем.

## Основні особливості
- 36 місій в двох кампаніях плюс 7 секретних місій
- обережна реконструкція історичних подій
- більше 150 різновидів піхоти і бронетехніки
- оригінальний саундтрек в жанрі даб-метал від групи «Skafandr»